# Xã Liberty, Quận Ringgold, Iowa
Xã Liberty (tiếng Anh: Liberty Township) là một xã thuộc quận Ringgold, tiểu bang Iowa, Hoa Kỳ. Năm 2010, dân số của xã này là 152 người.